# Romeo Sacchetti
Romeo Sacchetti, detto Meo (Altamura, 20 agosto 1953), è un ex cestista e allenatore di pallacanestro italiano.
Nel 2016 è stato eletto nell'Italia Basket Hall of Fame.

## Biografia
Con la famiglia di origini bellunesi di cognome Sacchet  emigrata in Romania, nasce in un campo profughi di Altamura dove i genitori sono rifugiati dopo aver lasciato la Romania per non dover rinunciare alla cittadinanza italiana. Da piccolo si trasferisce a Novara.
È il padre di Brian, anche lui giocatore di basket, che nella stagione 2010-11 è entrato a fare parte del roster della Dinamo Banco di Sardegna Sassari, ritrovando il padre come allenatore cinque anni dopo l'esordio tra i professionisti avvenuto con la squadra del Castelletto Ticino.

## Carriera

### Giocatore

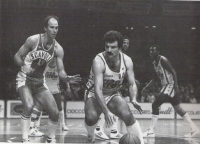
Sacchetti in azione, contrastato da Mike Sylvester a sinistra, e con a destra il compagno di squadra, nella Ciao Crem Varese, Corny Thompson.

Sacchetti con la maglia del Gira Bologna nella stagione 1977-78.

Cresciuto alla palestra Wild di Novara con l'allenatore Roberto "Bob" Rattazzi, inizia la sua carriera con la maglia del Saclà Asti con cui gioca per tre anni. Negli anni settanta veste la maglia della Gira Bologna, con la quale esordisce in serie A2 nel 1976 e in serie A1 l'anno successivo. Nel 1979 passa all'Auxilium Torino e nel 1984 si trasferisce alla Pallacanestro Varese dove rimane per otto stagioni, fino al 9 novembre 1991, quando è costretto a ritirarsi dall'attività agonistica, a seguito di un grave infortunio con conseguente rottura del tendine di Achille, occorsogli nella gara di finale play off contro la Scavolini Pesaro, dopo aver disputato 15 campionati di A1, con 456 partite giocate e 6.333 punti realizzati.
Con la Nazionale fu tra i protagonisti dell'argento di Mosca del 1980 e dell'oro di Nantes del 1983.

## Allenatore

### Club
Inizia la carriera da allenatore tornando a Torino dove è assistente di Giuseppe Guerrieri. Proprio Torino sarà la sua prima panchina da capo allenatore guidando i gialloblu in Serie B d'Eccellenza tra il 1996 e il 1998. Dal 1998 allena la CR Asti guadagnandosi due promozioni in tre anni, dalla C2 alla B2.
Comincia la stagione 2001-2002 in Legadue alla neopromossa Celana Bergamo, ma a fine novembre venne esonerato a fronte di un bilancio di 2 vittorie e 9 sconfitte.
Dopo aver allenato l'Ignis Castelletto Ticino (dove dal 2003 al 2005 allena il figlio Brian), passa fino al 21 marzo 2006 a Fabriano e dal 2007 è approdato in A1 all'Upea Capo d'Orlando.
Dal novembre 2008 è stato l'allenatore della Snaidero Udine in sostituzione di Attilio Caja, mentre per la stagione 2009-10, ricopre il ruolo di head coach della Dinamo Banco di Sardegna Sassari, nel campionato di Legadue, dove conduce la squadra sarda alla promozione nella massima serie dopo la vittoria per 3-1 nella finale play-off contro Veroli Basket.
Il 19 luglio 2011 la Dinamo Sassari lo riconferma alla guida della Prima Squadra in serie A anche per la stagione 2011-2012, dove al termine della regular season viene premiato come allenatore dell'anno. Il 7 febbraio la società della Dinamo Basket Sassari prolunga il contratto fino alla stagione 2017-18.
Tra il 2014 e il 2015, conduce la squadra sassarese alla vittoria dei suoi primi trofei nazionali, conquistando la Coppa Italia (due edizioni consecutive), la Supercoppa e soprattutto lo scudetto, al termine di una emozionante serie finale di sette partite contro Reggio Emilia, (75-73 il risultato della settima e decisiva partita a favore dei sardi).
Viene esonerato dalla guida dei biancoblù il 21 novembre 2015 dopo un inizio di stagione deludente.
Il 5 maggio 2016 firma un biennale come nuovo allenatore dell'Enel Brindisi, succedendo a Piero Bucchi. Dopo una sola stagione, il 15 giugno 2017 risolve il contratto che lo legava alla squadra pugliese, per firmare qualche ora più tardi un triennale con la Vanoli Cremona con la quale ha rinnovato fino al giugno 2022. Dopo aver rescisso con Cremona, il 27 maggio del 2020 diventa il nuovo allenatore della Fortitudo Bologna con cui firma un contratto biennale, viene esonerato il 6 dicembre dello stesso anno.
Il 21 giugno 2022 si accorda con la Pallacanestro Cantù, in Serie A2, con cui sottoscrive un contratto fino a giugno 2024. Viene esonerato dalla società canturina il 25 settembre 2023, alla vigilia dell'inizio del nuovo campionato di Serie A2.
Il 10 gennaio 2024 subentra a Maurizio Buscaglia sulla panchina della V.L. Pesaro.

### Nazionale italiana
Il 1º agosto 2017 diviene il commissario tecnico della nazionale italiana maschile di basket, succedendo ad Ettore Messina. Il 22 febbraio 2019, a seguito del successo contro l'Ungheria per 75-41, riporta l'Italia a disputare il Mondiale: l'ultima partecipazione degli azzurri, peraltro ottenuta tramite Wild card della Federazione Internazionale Pallacanestro, risaliva al 2006, mentre l'ultima qualificazione ottenuta sul campo addirittura al 1998. In virtù di questo risultato, all'indomani della qualificazione, il presidente della FIP Giovanni Petrucci decide di rinnovare il contratto di Sacchetti fino al 2021. Il 4 luglio 2021, sotto la sua guida, battendo la Serbia per 102-95, riporta l'Italia a disputare una olimpiade, dopo l'argento del 2004, vedendo il suo impegno in nazionale rinnovarsi fino all'Europeo 2022. Ciononostante, il 31 maggio 2022 viene esonerato.

## Palmarès

### Giocatore

#### Club
- Serie A2: 1

Gira Bologna: 1976-77

#### Nazionale
- Argento Olimpiadi Mosca 1980

1980
- Oro Europei Francia 1983

1983
- Argento Giochi del Mediterraneo 1983

1983
- Bronzo Europei Germania Ovest 1985

1985

### Allenatore

#### Club
- Campionato italiano: 1

Sassari: 2014-15
- Coppa Italia: 3

Sassari: 2014, 2015
Cremona: 2019
- Supercoppa italiana: 1

Sassari: 2014
- Serie A2: 1

Dinamo Sassari: 2009–10
- Serie B d'Eccellenza

Castelletto Ticino: 2003-04

#### Individuale
- Miglior allenatore della Serie A: 2

Dinamo Sassari: 2011-2012
Vanoli Cremona: 2018-2019